# Servando Carballar
Servando Carballar Heymann (Madrid, 4 de marzo de 1962) es un músico y empresario español. Entre sus actividades se cuenta formar parte y liderar el grupo de música electrónica Aviador Dro, además de sucesivas bandas, discográficas y otros proyectos relacionados con la música del último cuarto del siglo XX en España.

## Biografía

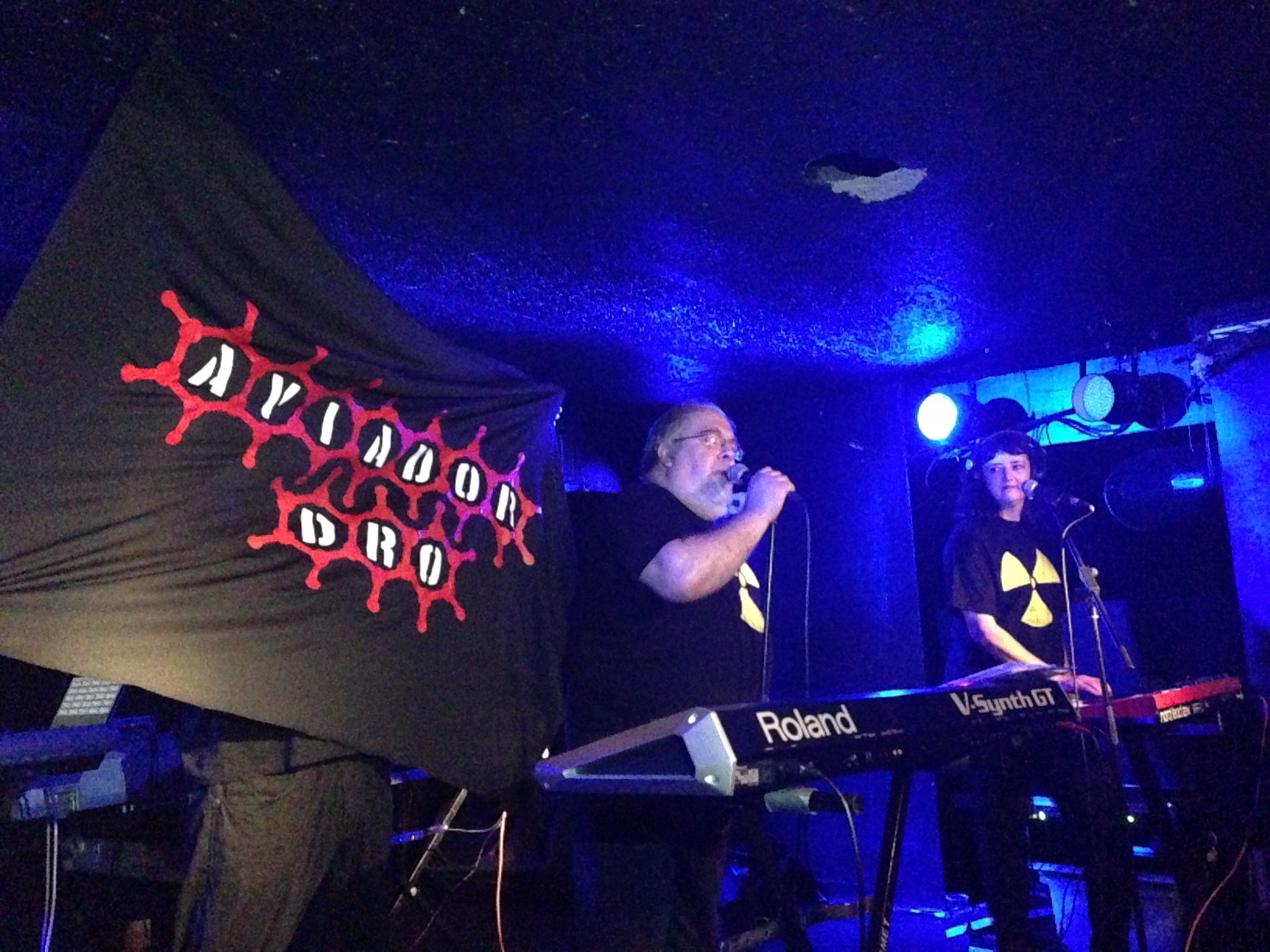
Servando Carballar y Marta Cervera.

A los nueve años debutó en el teatro acompañando a sus padres, Servando Carballar Román y Carmen Heymann, creadores de la compañía “Teatro Popular de Muñecos y Máscaras”, especializada en teatro medieval. Con la misma compañía viajó por España, Europa y Estados Unidos y actuó en diversas obras hasta 1985 (Ubu Rey).
Estudió BUP y COU (1975-1978) en el Instituto Santamarca de Madrid. A los 15 años creó con un grupo de amigos el colectivo literario “Expresión” que editó diversos fanzines inspirados en el Dadaísmo, y más adelante publicaron la revista del instituto “No Jodas” que tuvo una amplia repercusión en la prensa de la época. A los 16 años creó su primer grupo de música punk Alex y los Drugos.
En 1979, junto con Arturo Lanz forman Holoplástico y a continuación El aviador Dro y sus obreros especializados. Sus primeros ensayos y actuaciones se realizan en el Ateneo Libertario de Prosperidad, donde también ensayan bandas 'seminales' como Zombies, Kaka de Luxe y Radio Futura.
Se atribuye a Servando Carballar, con la creación de BIOVAC N, la invención del término “Tecno-pop” para definir su música.[cita requerida] Aún en Aviador Dro, y apoyado por Xabier Moreno y Jesús Ordovás graba en Radio3 sus primeras maquetas y entrevistas.
En 1980 estudia 2.º de Historia por la Universidad Autónoma de Madrid, mientras con El Aviador Dro participa en el 1.er Concurso de la Diputación Provincial donde gana la grabación de un disco. El SG “La chica de plexiglás” y el 2.º SG “La visión” fueron editados por Movieplay. En 1981 los Obreros especializados graban su primer álbum con Jesús N. Gómez en Doublewtronics (pagando la grabación en plazos mensuales a lo largo de un año). Ninguna compañía se interesa en editarlos.
En 1982 Servando y su compañera Marta Cervera, fundan D.R.O. (Discos Radiactivos Organizados) en su piso de la calle Zabaleta de Madrid. La grabación realizada el año anterior ve la luz en su primer EP “Nuclear sí”, MXEP “Programa en espiral” y el LP "Alas sobre el mundo". Gracias al éxito inicial se lanzan a editar a otras bandas como Siniestro Total, Glutamato Ye-Yé, Gabinete Caligari, Loquillo y los trogloditas, los Nikis, Nacha Pop, Decibelios, Alphaville y a otros muchos. DRO se convierte en la primera compañía independiente de España.
Entre 1982-1988 Servando simultanea la dirección de DRO con su faceta artística como miembro de El Aviador Dro, que toca por toda España y edita los LP Síntesis (doble, 1983), Cromosomas Salvajes (1985), Ciudadanos del Imperio (1986) e “Ingravidez” (1988). Además hace la producción artística de algunas de las grabaciones de bandas como Aerolíneas Federales, La Gran Curva o Rey de Copas. Discos Radioactivos se convierte en un fenómeno de la industria discográfica española. Además en 1984 Servando participa en la creación de Dro-Soft, una de las empresas pioneras de España en el campo de los videojuegos.
Servando Carballar deja DRO en 1988 ante su crecimiento desmesurado y la diferencia de objetivos con sus compañeros, y crea, por un lado, un nuevo sello discográfico, La fábrica magnética, por otro, el estudio de grabación “Reactor”, y por otro “Arte 9”, una tienda de cómics y juegos de rol y estrategia, de los que es un gran aficionado, en la calle Cruz de Madrid.
Entre 1988-1994 La Fábrica Magnética edita varios artistas, entre ellos Seguridad Social, Surfin´Bichos, Un Pingüino en mi Ascensor, y Amparo (luego Amparanoia). Por su parte, El Aviador Dro edita el LP Trance (1991). Y Servando compone músicas para el departamento de vídeos de la UNED. En 1994 la quiebra de La Fábrica Magnética paraliza la actividad del Aviador durante cuatro años. Servando vende su participación en Arte 9 y crea la sociedad Comics Generación X SL, que abre una tienda de cómics y juegos en la calle Galileo de Madrid.
Entre 1994-2015 Generación X bajo la dirección de Servando, crece hasta convertirse en una cadena de veintiuna tiendas especializadas en juegos, cómics y cultura pop. En 2008 Servando crea la compañía de edición de juegos de tablero Gen X Games SL, que edita juegos de mesa nacionales, y diseña varios de los juegos publicados como “Mecanisburgo” (2008), “Luna llena” (2009) o participa en el diseño de otros como “Airshow” (2011). El Aviador Dro edita los CDS “Cyberiada” (directo de 1994) “Materia oscura” (1998, recopilatorio de caras B y rarezas) el Doble CD “Ópera científica” (1999), el CD “Mecanisburgo”(2001), el CD compartido y el cómic “¡Qué mutada!”(2002), el SG vinilo “Radioactivo tour in Deutschland”(2003), el CDSG “Ultimátum a la Tierra” y el CD “Confía en tus máquinas”(2004); el CD Candidato Futurista”(2007) –cuyo tema “Candidato Futurista” resultó nominada a los Premios de la Música- , el CD “Yo cyborg” (2009) -cuyo tema “Yo cyborg” recibió el Premio de la Música a la mejor canción electrónica en 2009-, y el libro CD "La voz de la ciencia" (2012). En 2015 se edita el disco “Crisis en autonomías infinitas” de Supergrupo, unión de los 3 grupos Aviador Dro+L-Kan+ La Monja Enana. En directo, el Aviador Dro actúa entre otros, en el Festival Sónar (1999), en la gira “¡Qué Mutada!” con L-Kan y La Monja Enana (2002), en Alemania (“Radioactivo tour” 2003), en México y Perú  gira “Nuclear Siempre”, 2005), y en USA (“Eléctrico Tour” 2006), de nuevo en México (2010) y Perú (2011), En 2012 Aviador Dro hizo la gira de La Voz de la Ciencia que incluyó conciertos en museos de ciencia y planetarios, y en 2015 se realiza la gira con Supergrupo.
En 2015 Servando organizó el evento “Comicfan” que tuvo lugar en el Parque de Atracciones de Madrid en abril de 2015, con la participación de conocidos autores de cómic.
En 2019 se embarca en los actos de celebración del 40.º aniversario de El Aviador Dro, que comenzó con la lectura de pregón del Carnaval de Madrid, gira conmemorativa, y la publicación del libro "Anarquía científica: la gran revolución tecno del Aviador Dro" por La Felguera Ediciones.